# Woo Sun-hee
Dans ce nom coréen, le nom de famille, Woo , précède le nom personnel.
Woo Sun-hee, née le 1er juillet 1978, est une handballeuse internationale sud-coréenne qui évolue au poste d'ailière droite. 
Avec l'équipe de Corée du Sud, elle participe aux jeux olympiques de 2004 et 2012. Elle remporte une médaille d'argent en 2004 et est élue meilleure ailière droite du tournoi.
En 2003, Woo Sun-hee termine 3e du championnat du monde avec la Corée et elle est élue meilleure ailière droite de la compétition. Elle sera de nouveau élu meilleure ailière droite en 2005 et 2013.
Entre 2007 et 2009, elle évolue dans le club roumain du C.S. Rulmentul-Urban Brașov avec lequel elle atteint la finale de la coupe d'Europe des vainqueurs de coupe en 2008.

## Palmarès
- Jeux olympiques d'été
  -  médaille d'argent aux jeux Olympiques de 2004 à Athènes,  Grèce
- Championnat du monde
  -  médaille de bronze au Championnat du monde 2003,  Croatie
- Jeux asiatiques
  -  médaille d'or aux Jeux asiatiques de 2002
  -  médaille d'or aux Jeux asiatiques de 2006

## Récompenses individuelles
- Meilleure ailière droite du tournoi olympique d'Athènes en 2004
- Meilleure ailière droite des Championnats du monde (3) : 2003, 2005 et 2013[5]